# Joueur français de l'année 2008
Navigation
Édition précédente Édition suivante
Le joueur français de l'année 2008 est un trophée récompensant le meilleur footballeur français au cours de l'année civile 2008. Il s'agit de la 51e remise du trophée du meilleur joueur français depuis 1958.

## Classement des 20 joueurs français nommés
| Rang | Nom              | Club                                      | Points |
| ---- | ---------------- | ----------------------------------------- | ------ |
| 1    | Franck Ribéry    | Bayern Munich                             | 148    |
| 2    | Karim Benzema    | Olympique lyonnais                        | 122    |
| 3    | Yoann Gourcuff   | Milan AC Girondins de Bordeaux            | 50     |
| 4    | Jérémy Toulalan  | Olympique lyonnais                        | 40     |
| 4    | Nicolas Anelka   | Chelsea FC                                | 40     |
| 6    | Patrice Évra     | Manchester United                         | 25     |
| 7    | Thierry Henry    | FC Barcelone                              | 24     |
| 8    | Steve Mandanda   | Olympique de Marseille                    | 18     |
| 9    | Steve Savidan    | Valenciennes SM Caen                      | 12     |
| 10   | Philippe Mexès   | AS Roma                                   | 5      |
| 11   | Hugo Lloris      | OGC Nice Olympique lyonnais               | 3      |
| 12   | Gaël Clichy      | Arsenal FC                                | 2      |
| 12   | Samir Nasri      | Olympique de Marseille Arsenal FC         | 2      |
| 12   | Loïc Rémy        | RC Lens OGC Nice                          | 2      |
| 15   | Hatem Ben Arfa   | Olympique lyonnais Olympique de Marseille | 1      |
| 15   | Jérôme Leroy     | Stade rennais FC                          | 1      |
| 17   | Bafétimbi Gomis  | AS Saint-Étienne                          | 0      |
| 17   | Sidney Govou     | Olympique lyonnais                        | 0      |
| 17   | Bacary Sagna     | Arsenal FC                                | 0      |
| 17   | Mathieu Valbuena | Olympique de Marseille                    | 0      |